# Sudawskie
Sudawskie – wieś w Polsce położona w województwie podlaskim, w powiecie suwalskim, w gminie Wiżajny.
W latach 1975–1998 miejscowość administracyjnie należała do województwa suwalskiego.
Wzniesienia morenowe w okolicach wsi nazywane są Górami Sudawskimi. Około 0,5 km na północ od wsi położone jest wzniesienie Gulberek ze średniowiecznym grodziskiem Jaćwingów.
W okresie międzywojennym stacjonowała tu strażnica Korpusu Ochrony Pogranicza.
We wsi fundamenty dworu z XVIII w. w otoczeniu zaniedbanego parku. W okolicy dwa grodziska, owalne i czworoboczne.